# 국가범죄
국가범죄(國家犯罪)는 국가의 존망이나 안녕을 위협하는 범죄이다.
모든 범죄들은 인간을 해롭게 하는 행위로서 국가에도 해롭지만 국가범죄는 국가의 존립자체를 위태롭게 하는 내란죄와 외환죄에 한정된다.
따라서 형량이 사형, 무기징역 등으로 다른 범죄의 형량보다 훨씬 높다.
대한민국에서 대통령은 재임기간 중 범죄를 하여도 형사상의 소추를 받지 않으나 이 범죄를 범한 경우에는 예외적으로 형사상의 소추를 받고 대통령 재임 전에 이 범죄를 범한 사실이 대통령임기기간중 밝혀지면 역시 형사상의 소추를 받는다.(대한민국 헌법 제84조)

## 다른 뜻
국가가 저지른 범죄를 뜻하기도 한다. 국가에 의해 저질러지는 범죄의 유형은 다양할 뿐 아니라, 범죄의 주체 자체도 하나의 정의로 표현하기 어려울 정도로 넓은 스펙트럼을 가지고 있다. 페니 그린과 토니 워드(Penny Green and Tony Ward, 2004)의 저서 국가범죄 (State Crime, Pluto Press)에 따르면 국가 범죄의 주체로서의 국가에 대해 다음과 같이 정의 내린다. "우리가 '국가'에 대하여 논의할 때 우리는 조직화된 개인 그리고 힘의 사용-즉 '물질적 부속물. 감옥 그리고 모든종류의 강제를 행하는 기구들' 뿐만 아니라 세금을 징수하는 주체들 (Engels 1968:577 cited in Green and Ward 2004)-을 위해 준비된 '공적 권력'을 전통적인 마르크스주의적인 관점에서 바라볼 필요가 있다.  이러한 '공적 권력(Public power)'은 또한 정치적 주체들을 포함하는 데 이러한 정치적 주체들은 조직된 힘을 사용하며, 상당한 영토를 통제할 뿐 아니라 공식적이거나 비공식적인 세금을 징수하지만, 국가들의 국제적 집단에서 일원으로서 받아들여 지지는 않는다. 이와 관련하여 비록 이견은 존재하지만, 물리적 폭력의 사용 및 그로 인한 위협의 문제는 자유 민주주의 내에서도 주요한 문제로 남아있다  (Green and Ward 2004: 3)".  

## 같이 보기
1.내란죄
2.외환죄